# Ibis alb australian
Ibisul alb australian (Threskiornis molucca)  este o specie de ibis, o pasăre din familia Threskiornithidae. Este răspândit în mare parte din Australia. Deși este strâns înrudit cu ibisul sacru african, ibisul alb australian este o pasăre australiană nativă – contrar mitului urban, nu este o specie sălbatică introdusă în Australia de oameni și nu provine din Egipt.

## Descriere
Ibisul alb australian este o specie de ibis destul de mare, de aproximativ 65-75 cm lungime, are un penaj predominant alb, cu capul negru, fără pene, cioc negru, lung, curbat în jos și picioarele negre. Ciocul măsoară peste 16,7 cm la mascul și mai puțin la femelă. Există un anumit dimorfism sexual ca dimensiune, deoarece masculul, puțin mai greu, cântărește 1,7-2,5 kg, comparativ cu 1,4-1,9 kg la femelă. Ca o comparație, ibisul alb american atinge, în general, 1 kg în greutate.  Coada superioară devine galbenă când păsările se reproduc. Strigătul păsării este un croncănit lung.
Păsările imature au ciocuri mai scurte, iar capul și gâtul sunt acoperite de pene.
Ibisul alb australian atinge maturitatea sexuală la trei ani, și poate trăi până la vârsta de douăzeci și opt de ani.

## Comportament

### Hrănire
Gama de alimente a ibisului alb australian include atât nevertebrate terestre și acvatice, cât și resturi de la oameni. Dieta principală este alcătuită din raci și midii, pe care pasărea le obține săpând cu ciocul său lung.

### Reproducere
Sezonul de reproducere variază în funcție de zona din Australia, în general din august până în noiembrie în sud și din februarie până în mai, după sezonul umed, în nord. Cuibul este o platformă în formă de farfurie alcătuit din bețe, ierburi sau stuf, situat în copaci, în general lângă un corp de apă, cum ar fi un râu, o mlaștină sau un lac. Ibișii cuibăresc în mod obișnuit lângă alte păsări de apă precum egrete, stârci, lopătari sau cormorani. Femela depune două-trei ouă de un aln mat și cu o dimensiune de 65 mm × 44 mm.  Incubația durează 21-23 de zile. După eclozare, puii sunt neajutorați și durează 48 de zile pentru a le crește penele.

## Galerie

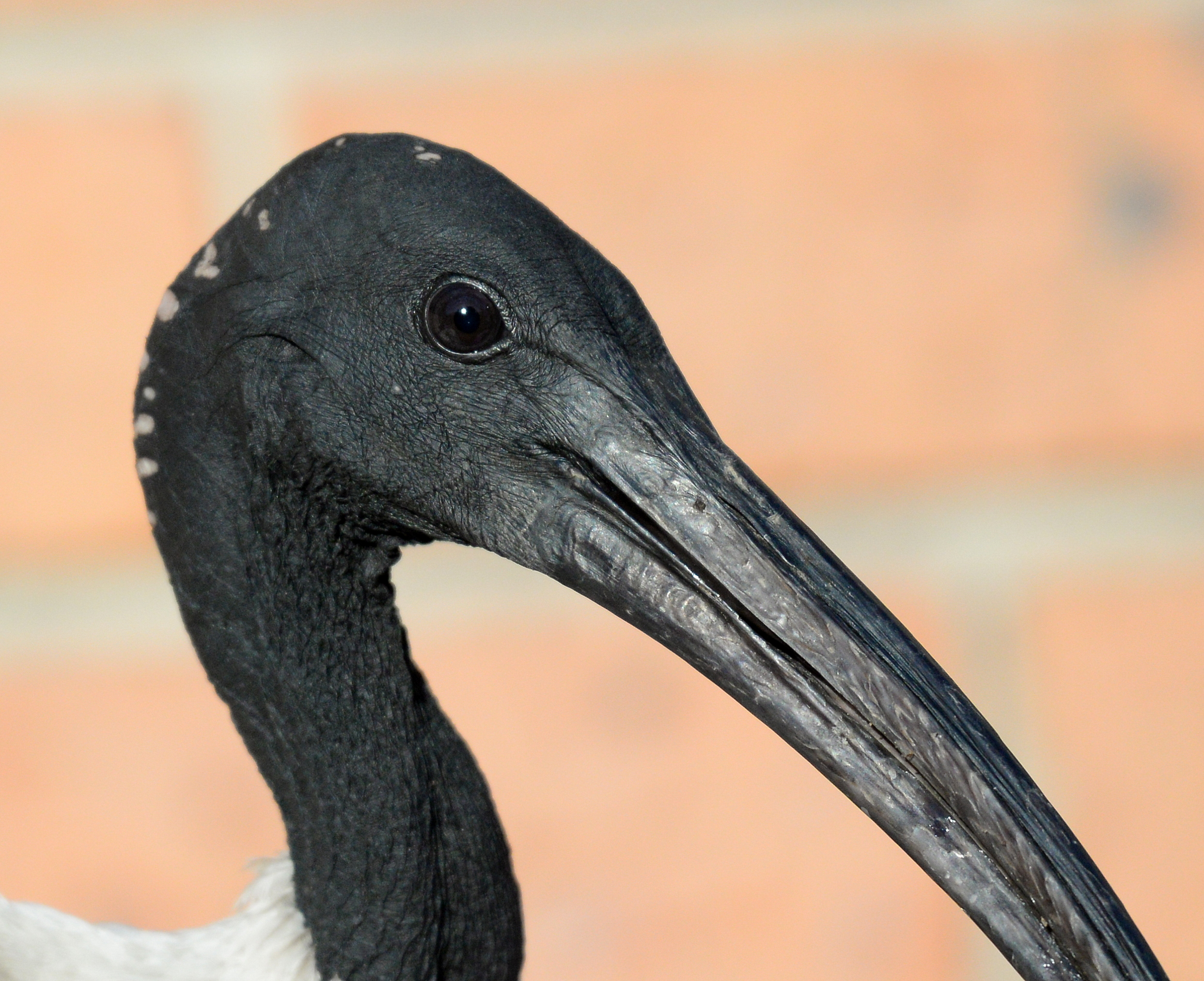
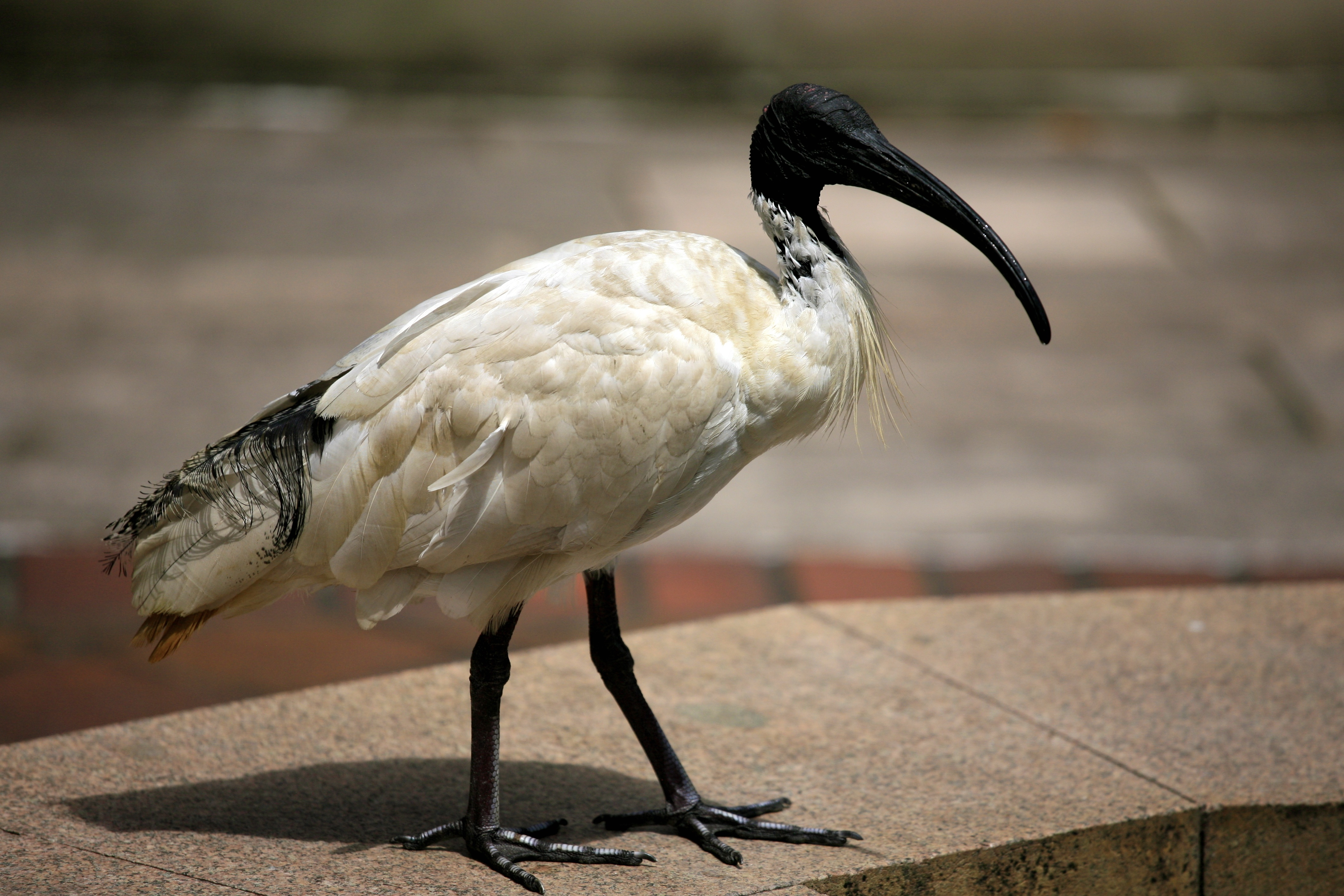
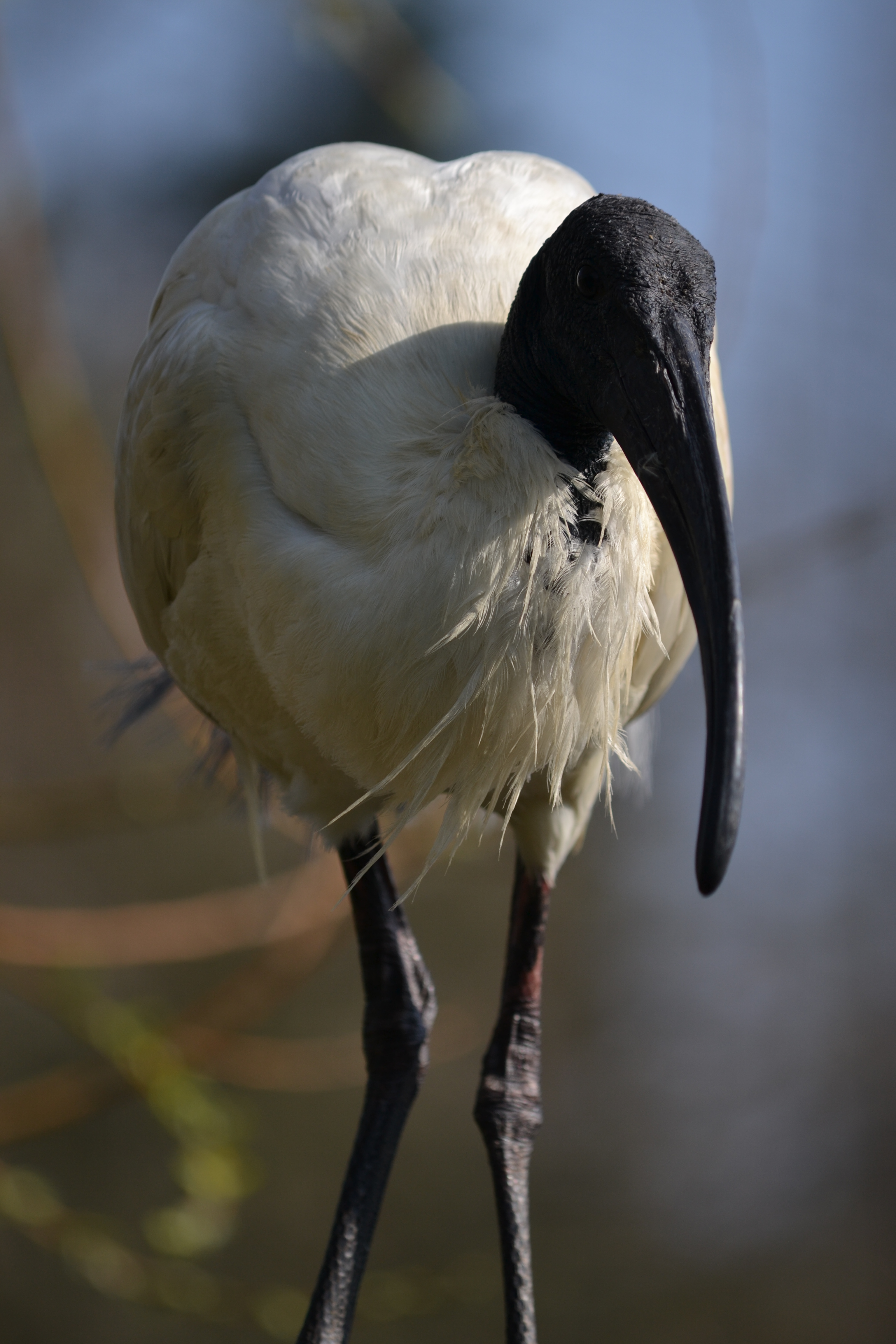